# Jean-Louis-François Fauconnet
Jean-Louis-François Fauconnet (* 24. Dezember 1750 in Revigny-sur-Ornain; † 22. Oktober 1819 in Lille) war ein französischer Général de division der Kavallerie.

## Leben
Am 29. März 1766 trat Fauconnez in die königliche Armee ein und konnte sich schon bald auszeichnen. Am 18. Juni 1770 wechselte er im Rang eines Sous-lieutenant der Kavallerie zu den Gensdarmes de Monsieur (→Maison militaire du roi de France). Seine Karriere führte ihn vom Lieutenant (19. April 1789) bis hin zum Chef de brigade (1. Juni 1794).
Später wechselte Fauconnet zur Rheinarmee und gehörte auch einige Zeit der Sambre- und Maas-Armee an. Er kämpfte u. a. vor Jemappes (6. November 1792), stand vor den Weißenburger Linien und konnte sich bei Fleurus (26. Juni 1794) und Hondschoote (8. September 1793) auszeichnen.
Durch politische Intrigen fiel Fauconnet beim Direktorium in Ungnade und er wurde Anfang September 1797 verhaftet. Erst Anfang März 1798 kam er wieder frei und wurde rehabilitiert seinem Rang entsprechend wieder zum aktiven Dienst zugelassen.
Fauconnet unterstützte Napoleon als dieser sich mittels Staatsstreich des 18. Brumaire VIII (9. November 1799) zum Ersten Konsul und Alleinherrscher machte.
In der Schlacht bei Austerlitz kommandierte er als Général de brigade die 5. leichte Kavalleriedivision.
Fauconnet stand mit seinen Truppen (Garde nationale) in Lille, als Napoleon die Insel Elba verließ und dessen „Herrschaft der Hundert Tage“ begannen. Er nahm an der Schlacht bei Waterloo (18. Juni 1815) nicht teil, sondern versah seinen Dienst in Dunkerque. König Ludwig XVIII. verabschiedete ihn mit Wirkung vom 1. August 1819 in den Ruhestand. Fauconnet starb am 22. Oktober 1819 in Lille und fand dort auch seine letzte Ruhestätte.

## Ehrungen
- Dezember 1803 Chevalier der Ehrenlegion
- 14. Juni 1804 Commandeur der Ehrenlegion
- 2. Juli 1808 Baron de l’Émpire
- Sein Name findet sich am nördlichen Pfeiler (7. Spalte) des Triumphbogens am Place Charles-de-Gaulle (Paris).
- Die Rue Général Fauconnet in Dijon ist nach ihm benannt.